# Noorvik
Noorvik es una ciudad ubicada en el borough de Northwest Arctic en el estado estadounidense de Alaska. En el Censo de 2010 tenía una población de 668 habitantes y una densidad poblacional de 189,78 personas por km².

## Geografía
Noorvik se encuentra en las coordenadas 66°49′38″N 161°1′45″O / 66.82722, -161.02917. Según la Oficina del Censo de los Estados Unidos, Noorvik tiene una superficie total de 3.52 km², de la cual 2.43 km² corresponden a tierra firme y (30.98%) 1.09 km² es agua.

## Demografía
Según el censo de 2010, había 668 personas residiendo en Noorvik. La densidad de población era de 189,78 hab./km². De los 668 habitantes, Noorvik estaba compuesto por el 3.74% blancos, el 0.45% eran afroamericanos, el 88.32% eran amerindios, el 0% eran asiáticos, el 0.15% eran isleños del Pacífico, el 0% eran de otras razas y el 7.34% pertenecían a dos o más razas. Del total de la población el 0.15% eran hispanos o latinos de cualquier raza.